# Allen E. Ertel
Allen Edward Ertel, född 7 november 1937 i Williamsport i Pennsylvania, död 19 november 2015 i Williamsport i Pennsylvania, var en amerikansk demokratisk politiker. Han var ledamot av USA:s representanthus 1977–1983.
Ertel avlade 1958 kandidatexamen vid Dartmouth College och året därpå masterexamen. År 1965 avlade han juristexamen vid Yale Law School. Han tjänstgjorde i USA:s flotta 1959–1962.
Ertel efterträdde 1977 Herman T. Schneebeli som kongressledamot och efterträddes 1983 av George Gekas. Ertel kandiderade utan framgång i guvernörsvalet i Pennsylvania 1982.